# GR-15

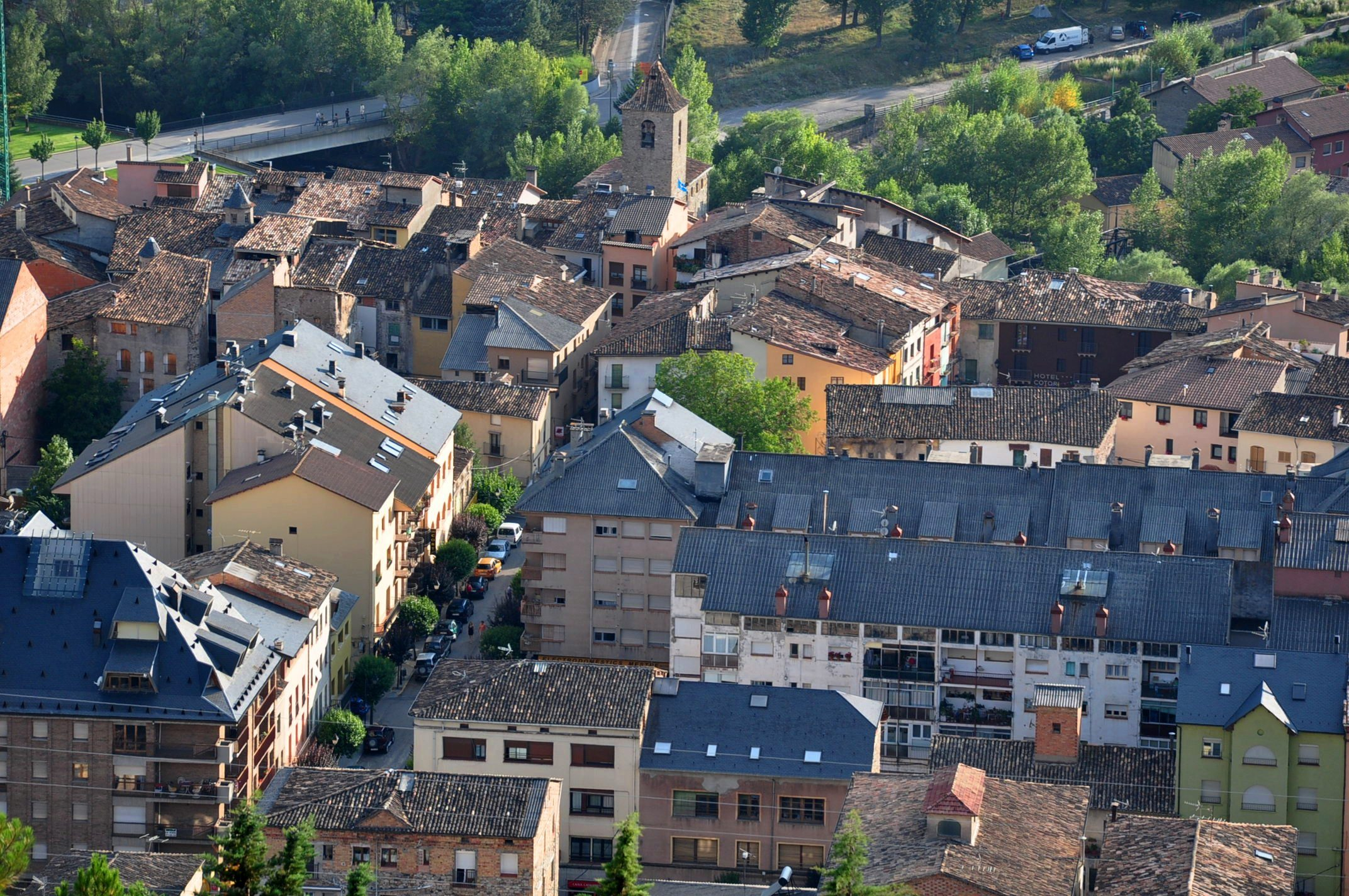
Pont de Suert, punto de inicio del Gr-15 prepirenaico

El GR-15 o sendero Prepirenaico es un sendero de gran recorrido que discurre a lo largo de unos 235–240 km de este a oeste a través del norte de la provincia de Huesca, por la vertiente sur de los Pirineos. Es un sendero aragonés, de media montaña, entre la población de Pont de Suert, en Lérida y el puerto de Algarieta, a 1264 m de altitud, en la frontera con Navarra.
Consta de 14 etapas. Discurre paralela al GR-11, con el que enlaza a través de la variante GR-15.2, que parte de Broto y asciende por el río Ara, pasa por Torla y conecta con el GR-11 en Ordesa.

## Etapas

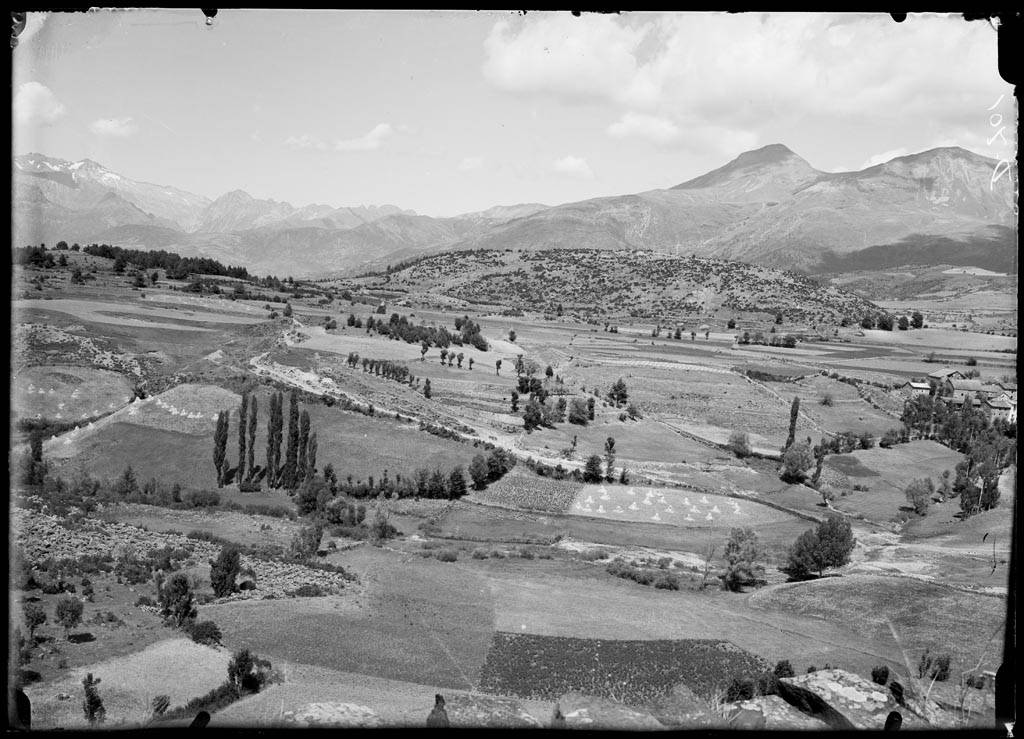
Vista desde San Feliu de Veri a principios del.

#### Etapa 1, Pont de Suert-San Feliu de Veri, 24km

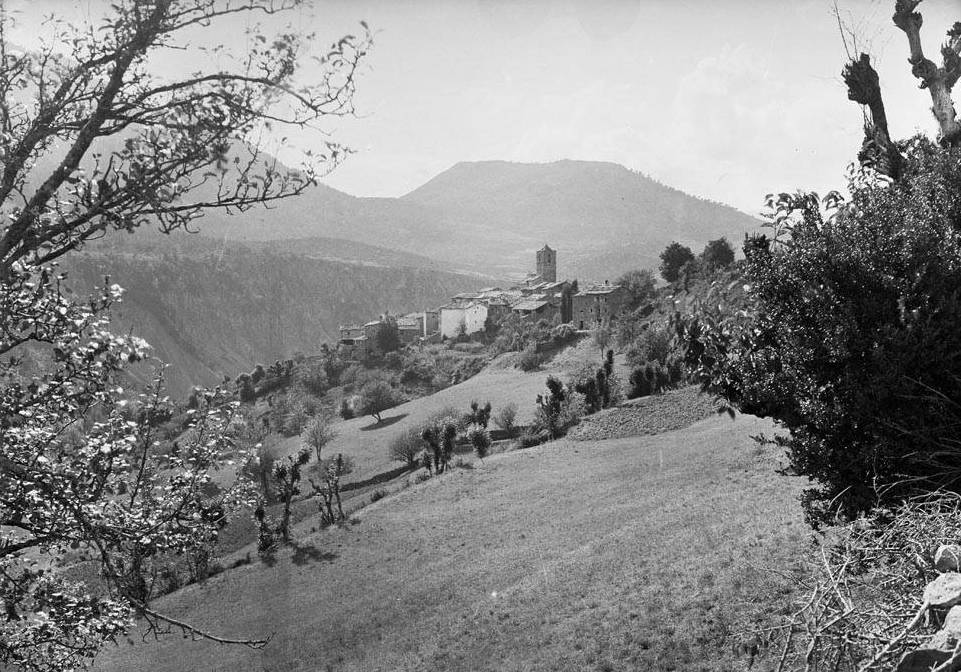
San Martín de Veri

El camino sale de Pont de Suert (750 m), sube hasta Cirés (1011 m), a 3 km y Bonansa (1161 m), a 7,8 km, sigue hasta el Coll del Plano (1305 m), a 9,8 km y puerto de Bonansa (1380 m). Desde aquí baja al Molino del Español (1200 m), en ruinas, en el río Espés y luego sube por debajo del Tozal de la Font (1426 m) hasta Alins (1334 m), a poco más de 12 km. Desde aquí, en ligero descenso por la ladera, se cruza con el GR-18.1, a 15 km, y vuelve a subir hasta Espés Bajo (1257 m), a 18 km, y Abella (1380 m), a 20,2 km. Desde aquí solo hay 4 km hasta San Feliu de Veri (1420 m).

#### Etapa 2, San Feliu de Veri-Seira, 13,8km

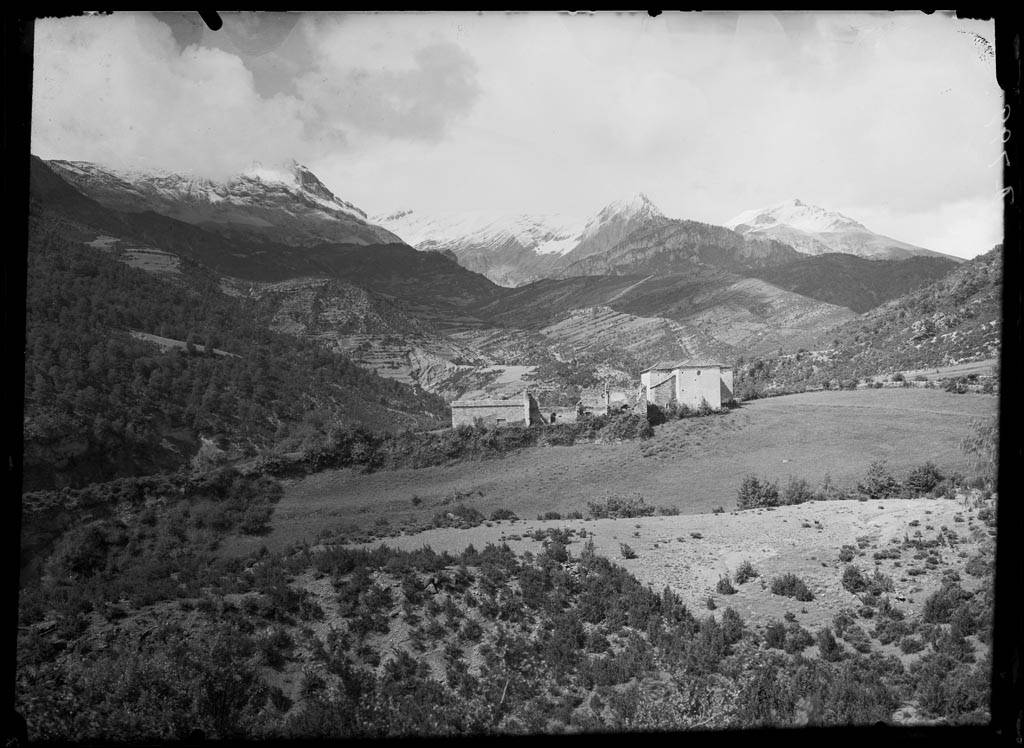
Ermita de San Pedro de Tabernas.

El camino sigue por la carretera desde San Feliu, hacia el oeste, unos 300 m hasta Veri, a 1440 m, entre dos lomas. Desde aquí, el camino desciende hasta el río y planea por pista hasta San Martín de Veri, a 2 km y 1305 m. Cerca de aquí se encuentra el manantial del Veri, cuyas aguas se embotellan en Bisaurri. El camino sigue hacia el noroeste, baja al barranco de Gabás, a 1230 m, y sube bordeando la ladera hasta la localidad de Gabás, a 4,5 km de Veri y 1265 m. Por aquí pasa la ruta de pequeño recorrido PR-HU 50, entre Castejón de Sos y Campo. Desde Gabás, el camino sigue una pista que mantiene la altura bordeado la montaña a lo largo de casi 9 km hasta Seira, donde hay una central hidráulica sobre el río Ésera, a unos 800 m. El pueblo viejo se halla por encima, a 880 m.

#### Etapa 3, Seira-Saravillo

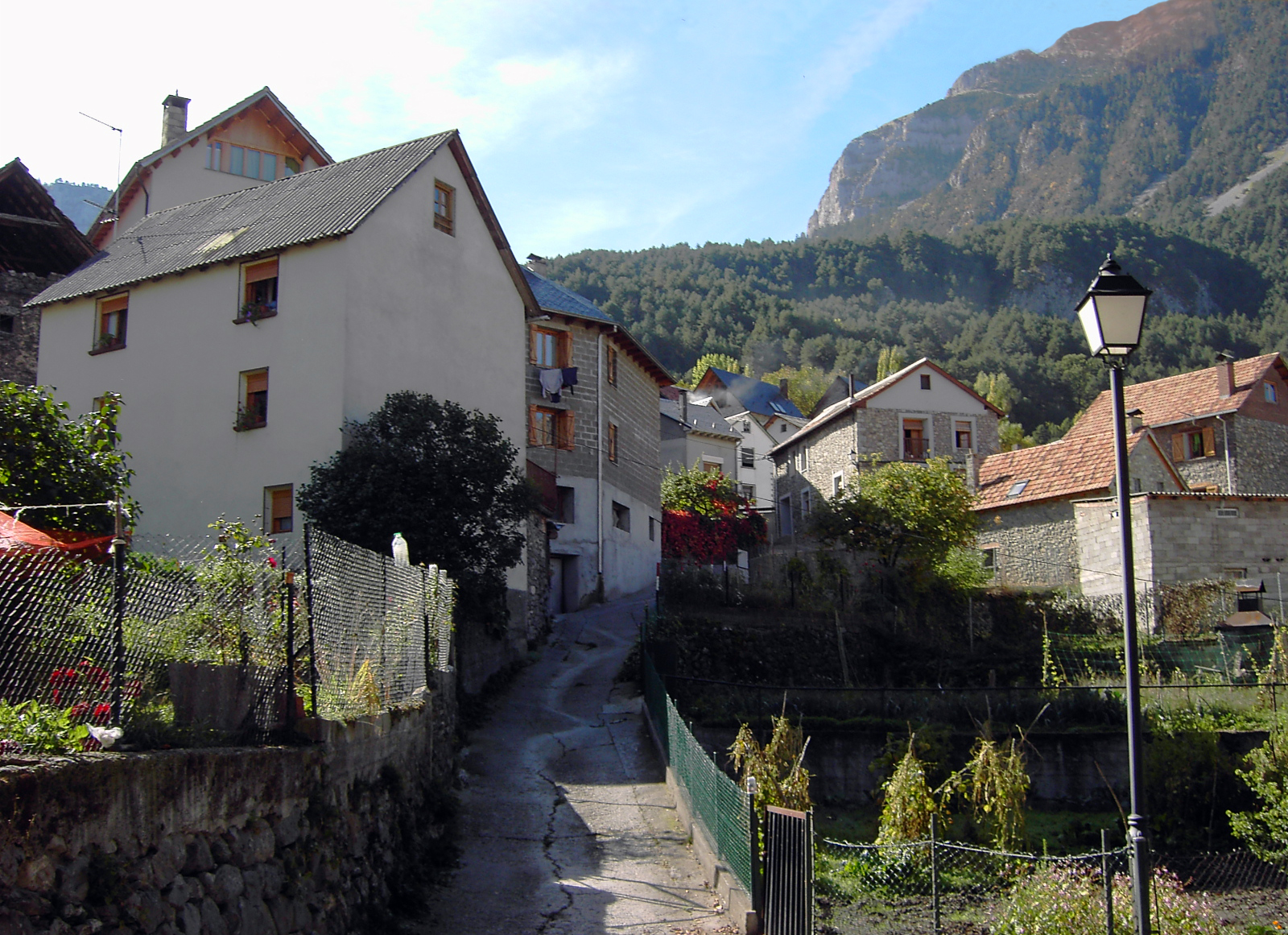
Saravillo

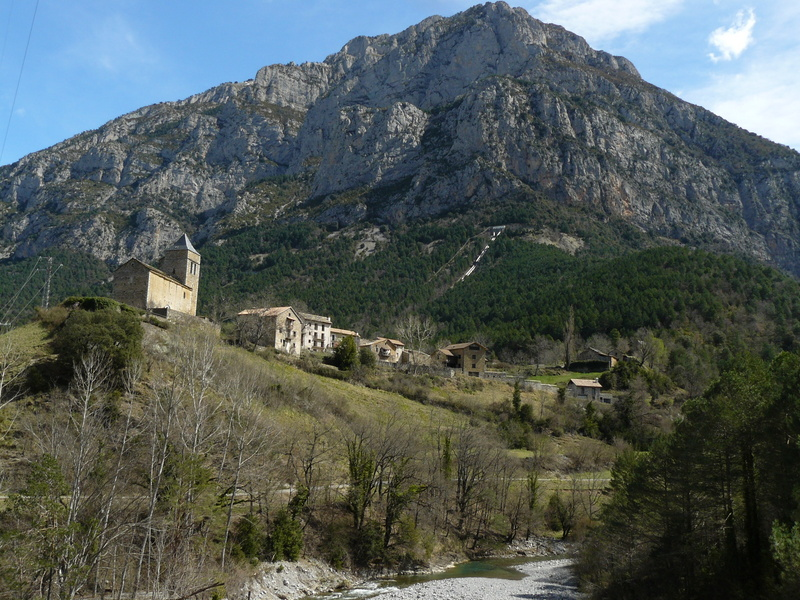
Badaín

Etapa larga, de casi 27 km. El camino sale hacia el norte, bordeando la ladera a la derecha del barranco del río Aigüeta, hasta la ermita de San Pedro de Tabernas, a unos 840 m de altitud, en su día monasterio, donde se refugió el obispo Bencio de Zaragoza huyendo de la invasión musulmana en el siglo VIII. Desde aquí, l camino sigue bordeando la montaña sobre el río hasta la palanca Zercadero, a 900 m, cruza el río, y sube a Barbaruens, a 1100 m, al oeste, a 6,2 km de Seira. El camino sigue por pista hacia el noroeste hasta la ermita de San Cristóbal, a poco más de 1 km (1262 m), y las bordas de Bilsé. Sigue por pista y cuando esta gira a la derecha, el camino sigue subiendo por el barranco de Bilse unos 2 km y gira hacia el sudoeste para subir al ibón de Armeña, en una depresión a 1800 m y de allí al refugio de Armeña, a 1835 m, que da paso al circo de Armeña. El camino gira al norte, con la cresta de Armeña (más de 2600 m de altitud) a la izquierda (oeste), coronada por la Punta Alta, de 2735 m. En las Colladeta del Ibón, a 2351 m, punto más alto de la etapa, a 16 km de Seira, el camino gira al noroeste y baja a la Basa de la Mora o Ibón de Plan, a 1900 m, en un circo coronado por la Peña es Litas, de 2622 m, al oeste, y sigue hacia el norte hasta el refugio de Lavasar, a 20,5 km y 1928 m. Desde aquí hay una larga bajada de 6 km por pista zigzagueante que tras el barranco de Gallinés toma un sendero directo hasta Saravillo, a 950 m.

#### Etapa 4, Saravillo-Tella, 15,8km

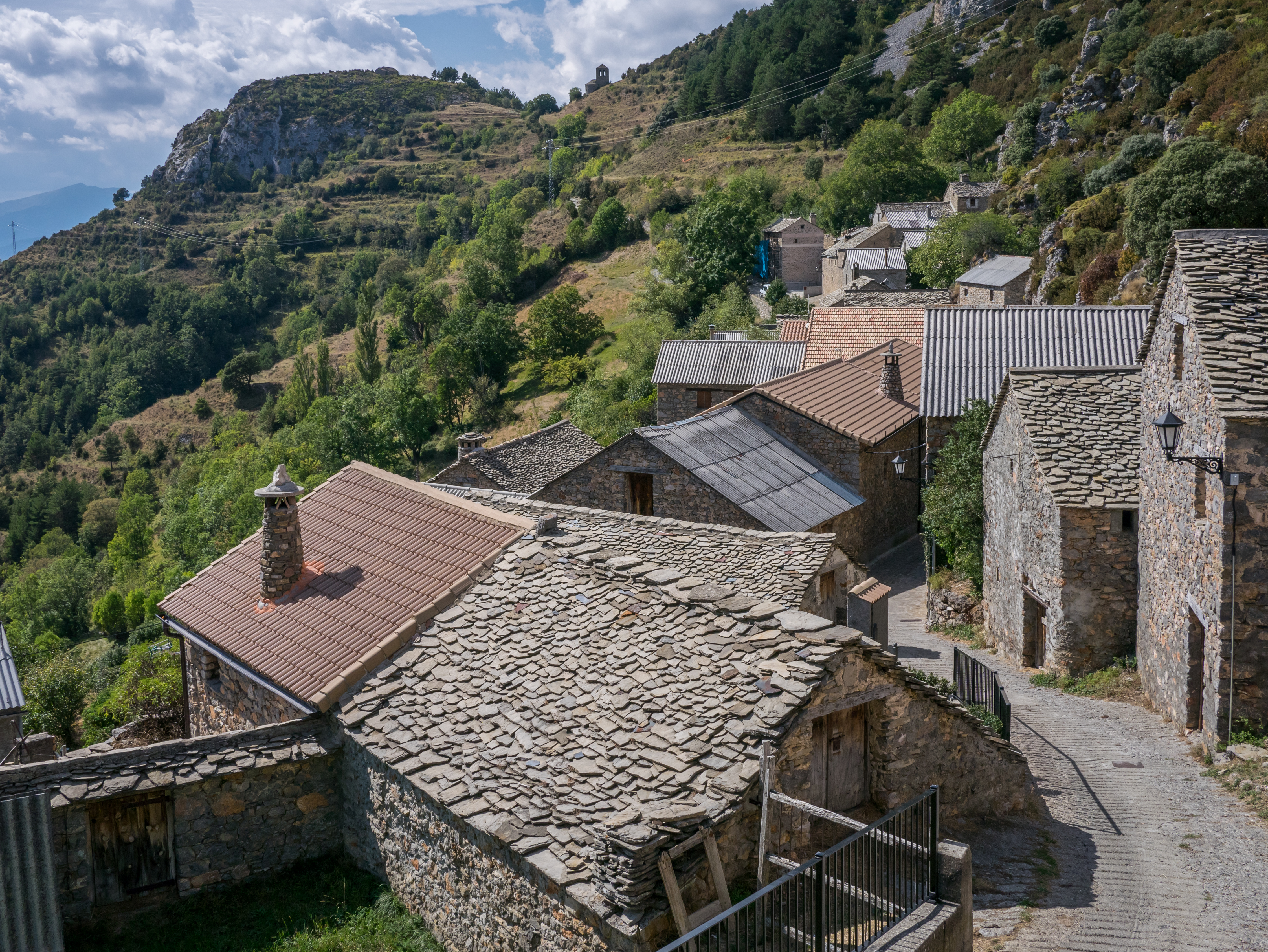
Tella

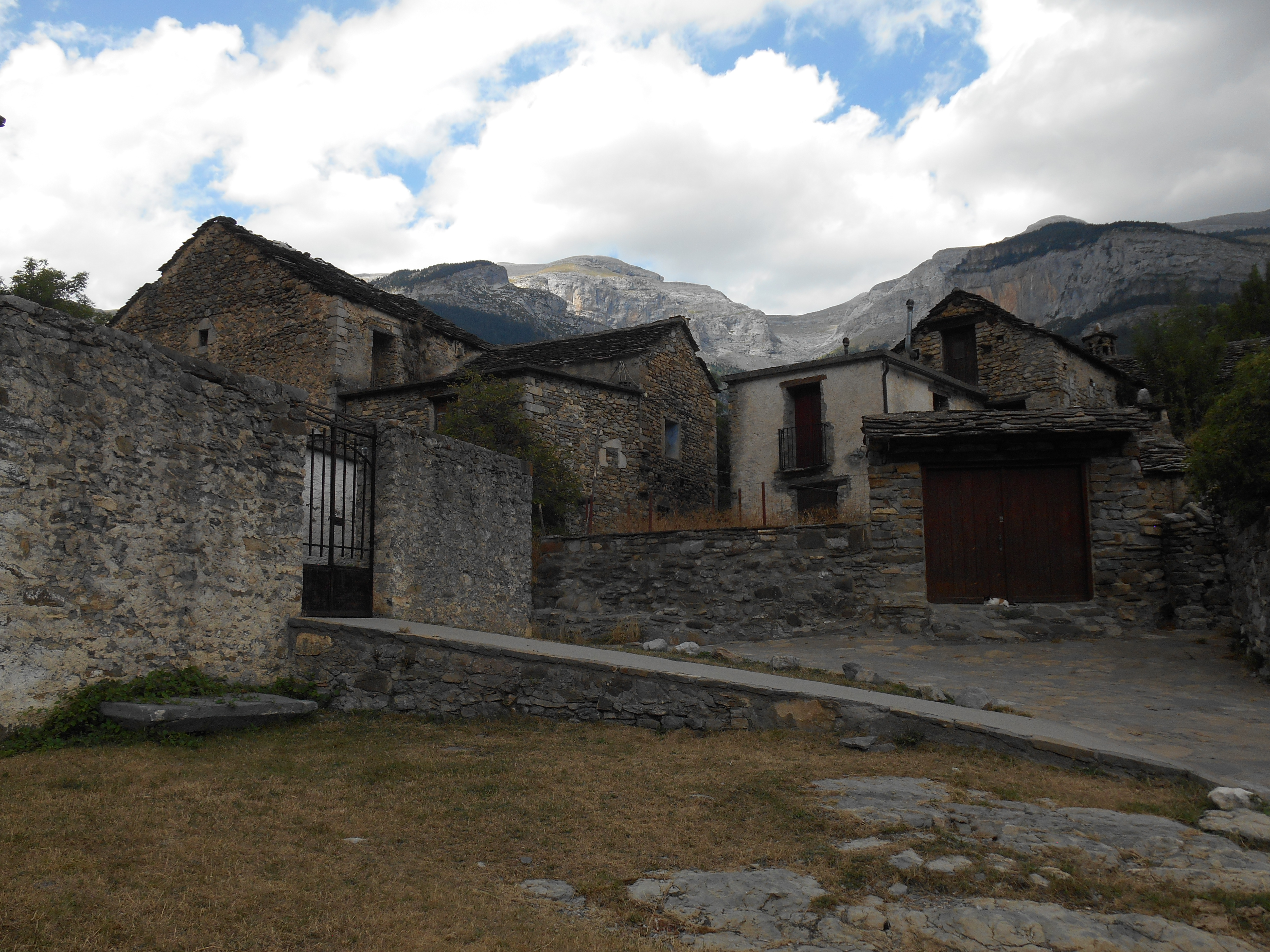
Escuaín

El camino sale de Saravillo (950 m) por el sur y asciende por la ladera hasta el collado de San Miguel (1250 m) a 2,4 km. A menos de 1 km m se encuentra el pequeño refugio Peguera, a 1320 m, en la Collata Mataire. Poco después, el camino gira hacia el sur y sigue la ladera por encima del río Cinca hasta Badaín (742 m), donde el río Irués se une al Cinca, para acabar bajando, muy cerca, a Lafortunada, a 700 m (10 km desde Saravillo) donde hay una central hidroeléctrica. El camino cruza el río y asciende por la ladera opuesta rápidamente hacia el norte y por la carena, con el tubo de la hidroeléctrica a la izquierda. Pasa junto al depósito del Cinca (1150 m), el Tozal de Laquin (1279 m) y finalmente, casi 6 km después, el pueblo de Tella, a 1341 m, en la misma carena. Entre Lafortunada y Tella, el camino coincide con el GR-19, el sendero del Sobrarbe, de 77 km y 5 etapas.

#### Etapa 5, Tella-Bestué, 14,9km

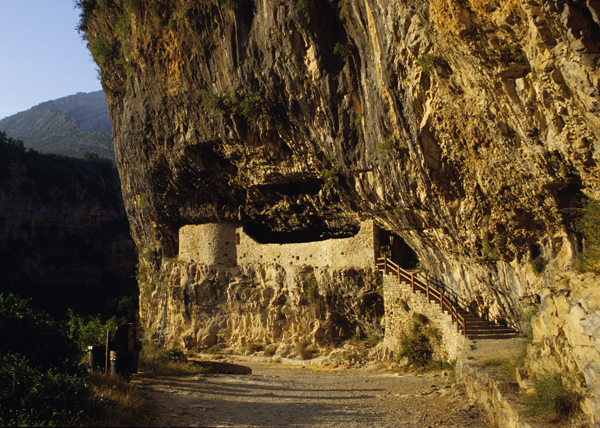
Ermita de san Úrbez

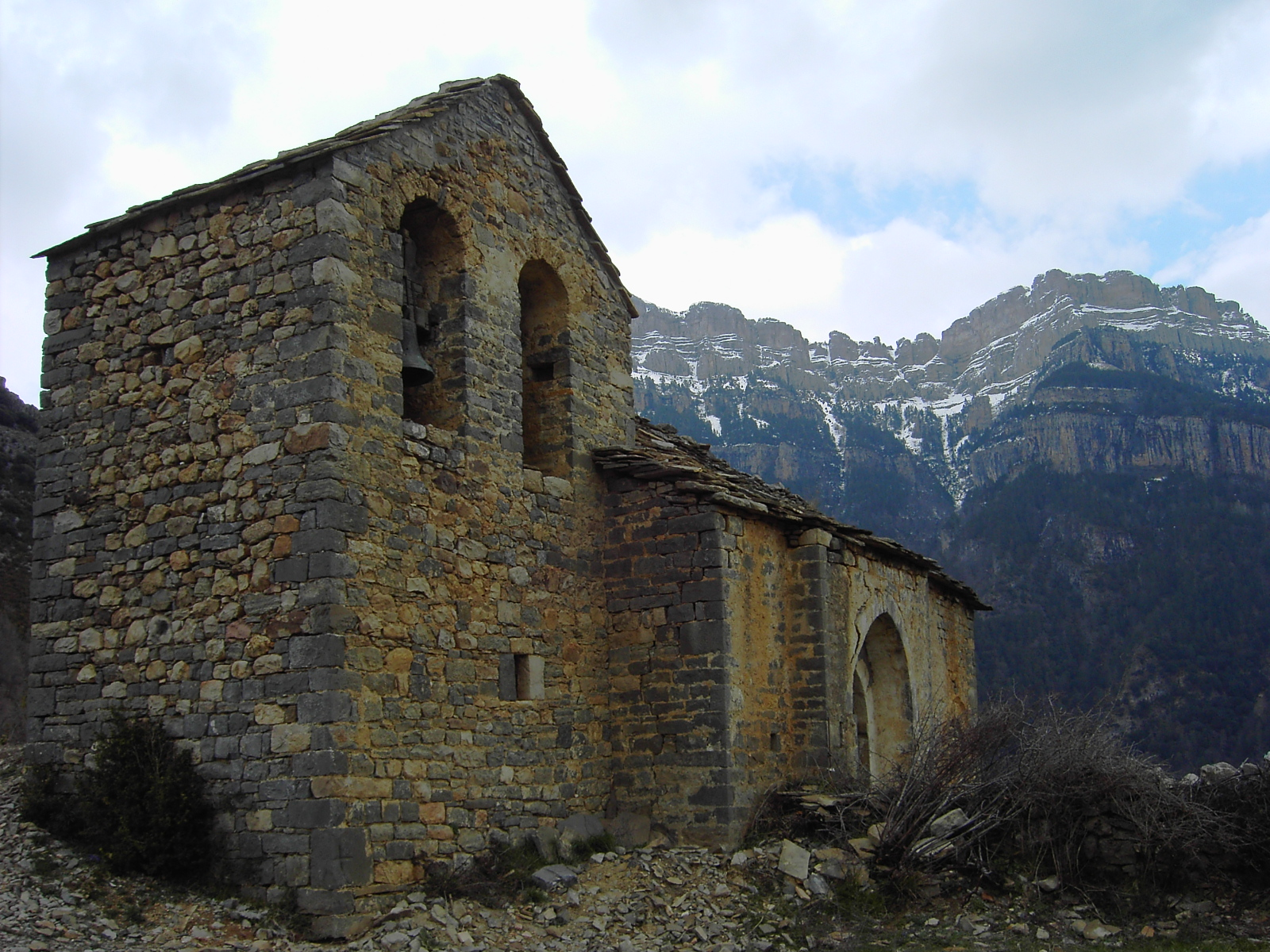
San Martín de Sercué

Tella (pertenece al municipio de Puértolas). Desde Tella, donde hay un museo de la brujería, que tuvo su auge en la región, el camino desciende hacia el noroeste junto a la carretera hasta el dolmen de Tella, a 1160 m. El GR-19 se separa poco antes hacia el este. El camino desciende hasta Arinzué (1028 m),, a 2 km, que con 4 hab y como Tella pertenece al municipio de Tella-Sin. Desde aquí, el camino baja por la carena hacia el oeste hasta el río Yaga, a 820 m, y lo sigue por la izquierda hacia el norte hasta Estaroniello (780 m), a 4,5 km, abandonado, de dos casas. Aquí se encuentra con el sendero PR-HU 39 (Cortalaviña-Hospital de Tella-Mirabal-Estaroniello, de 13 km). En el pueblo, el camino cruza el río y sigue por la ladera corriente arriba para irse elevando de forma cada vez más pronunciada hasta la carretera que lleva a Escuaín (1210 m), a 8 km. Aquí se inicia la espectacular garganta del río Yaga, que entra en el Parque nacional de Ordesa, al norte, pero el GR-15 asciende desde aquí hacia el oeste sin entrar en el parque hasta el collado de Ratón o Cuello Ratón (1688 m), a 10,2 km, y luego vuelve hacia el sur descendiendo por la ladera de forma prolongada hasta Bestué (1235 m), a 15 km, que pertenece al ayuntamiento de Puértolas.

#### Etapa 6, Bestué-Fanlo, 21km

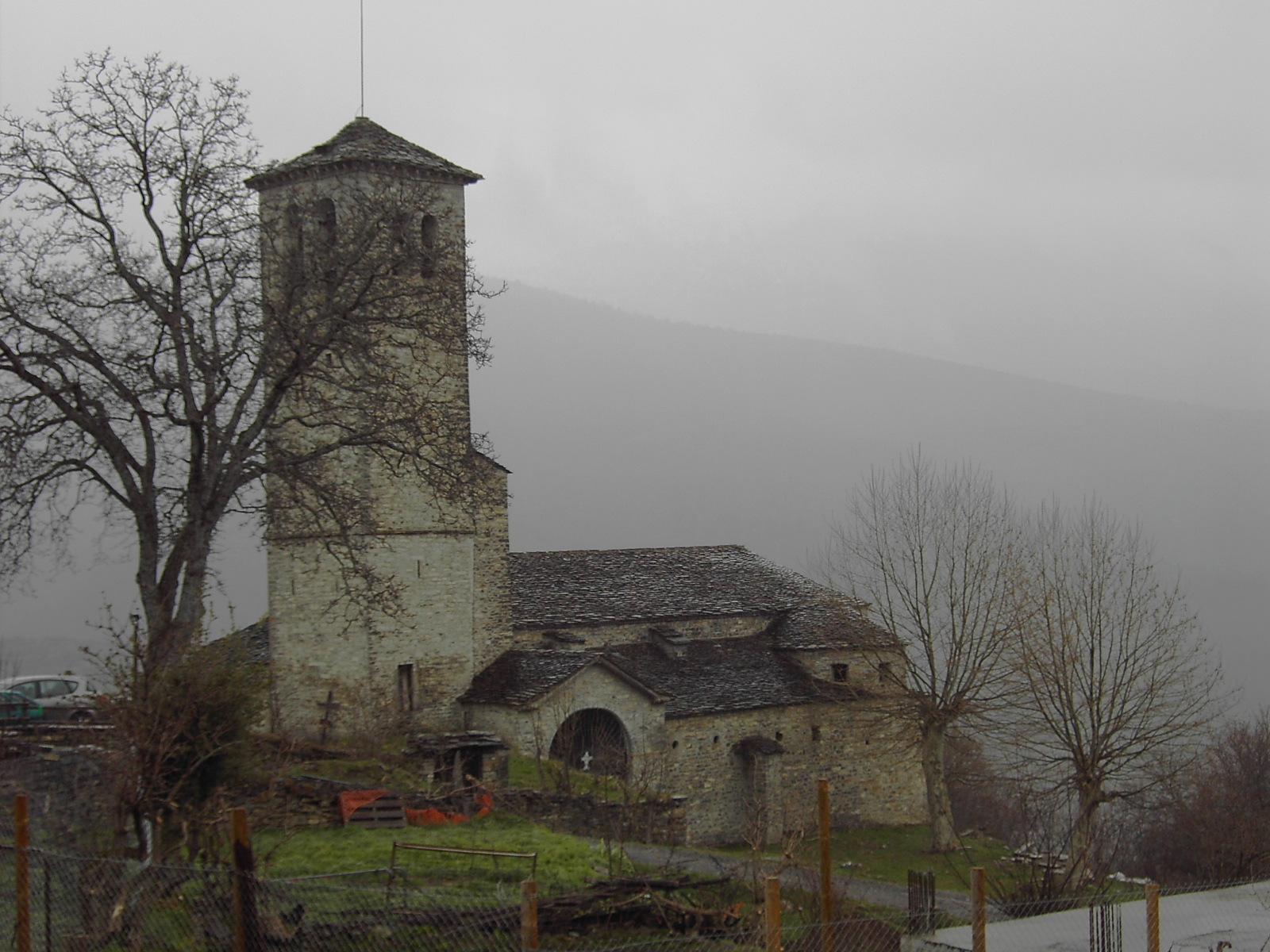
Iglesia de los Tres Santos Reyes, en Fanlo

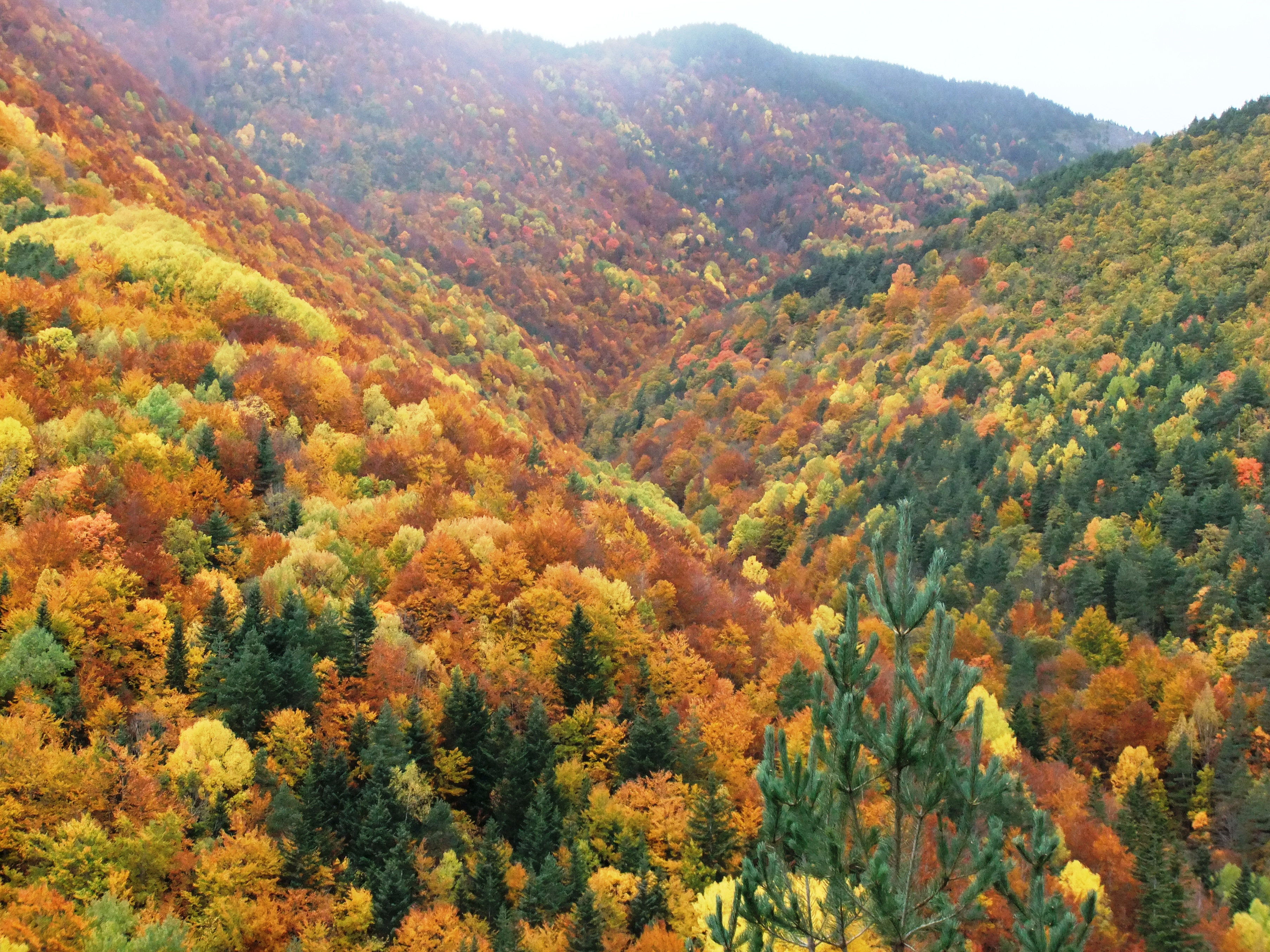
Bosque de la Pardina del Señor, entre Fanlo y Sarvisé.

Desde Bestué a 1235 m, el camino desciende hacia el oeste hasta el río Airés, a 1 km y unos 940 m de altitud y luego sube rápidamente hasta Cuelloguana (1343 m), a 3 km, y el Cubilar de los Pueyos, a 1618 m, bordea por el oeste el Garrot del Diablo (1897 m), por encima del barranco de El Ferrero, sobre el valle de Añisclo, y baja muy rápido por la Masadas de Aso hasta la ermita de san Úrbez (1030 m), a 7 km de Bestué, sobre el cañón de Añisclo. Luego, el camino baja hasta el río Bellos, a 860 m. Desde aquí, si se sube por la ladera del cañón de Añisclo hacia el sur se sigue la variante GR-15.1, que va de San Úrbez a Buisán (13 km). El GR-15 sigue el cañón hacia el norte por la izquierda del río, luego cruza este y sube por la ladera oeste rápidamente hasta 1200 m, y por lo alto se pasa por el collado de Nerín, donde se halla la iglesia parroquial de San Martín y la localidad de Sercué (1120 m), despoblada, a 11 km. Se sigue un trozo de pista hacia el oeste, se pasa la Collada Castellar (1176 m) a 1 km, y luego el Camino de la Montaña de Sensa hasta Nerín, a 15 km de Bestué. Desde aquí, el camino sigue bordeando la ladera hacia el noroeste hasta el km 20 de la carretera HU-631 y enseguida se llega a Buisán (1225 m), a 19 km. Poco después, el camino encuentra la variante GR-15.1. Siguiendo hacia el oeste se llega a 2 km a Fanlo.

#### Etapa 7, Fanlo-Broto, 15 o 20km
Etapa relativamente llana con dos alternativas. El camino corto, de unos 15 km, sigue la carretera HU-631 durante casi todo el recorrido. Entre los km 23 y 26 la bordea por encima y en el km 26 la sigue, baja zigzagueando hasta el río Chate, a 1094 m, pasa por el puente Patrón, donde cerca hay una caseta forestal que sirve de refugio, y sigue por el asfalto descendiendo junto al río hasta el km 30,5, en el Campus El Chate, a 960 m, donde cruza el río y sigue ladera cercana hasta llegar al delta aluvial que se abre al río Ara, una planicie de forma triangular donde se halla la urbanización Los Pinarillos y, en el lado norte, Sarvisé (886 m). Desde este pueblo, el camino sigue hacia el norte junto al río hasta Broto, a un par de kilómetros. Esta etapa se puede hacer más larga, de unos 20 km, si dejamos la carretera Hu-631 en el km 24, a 1 km de Fanlo, para bajar hasta el río a 1150 y subir por la ladera oeste, por la Pardina del señor y luego por la Pardina Ballarín, bordeando las laderas por un antiguo camino forestal que cruza un espléndido bosque de hayas y abetos al salir de Fanlo y de pinos en la ladera orientada al sur, después de pasar sobre el puente Patrón, que se recorre manteniendo la altitud sobre el río Chate, pasando por las bordas de San Esteban (1125 m) y el barranco de Baño hasta desembocar en una pista que se orienta hacia el norte hasta Buesa (1125 m), a 17 km de Fanlo y solo 3 km de Broto, por debajo, a 905 m y 20 km de Fanlo por esta ruta.
- Desde Broto, por el GR-15.2, se enlaza con el GR-11.

#### Etapa 8, Broto-Biescas, 26,9km

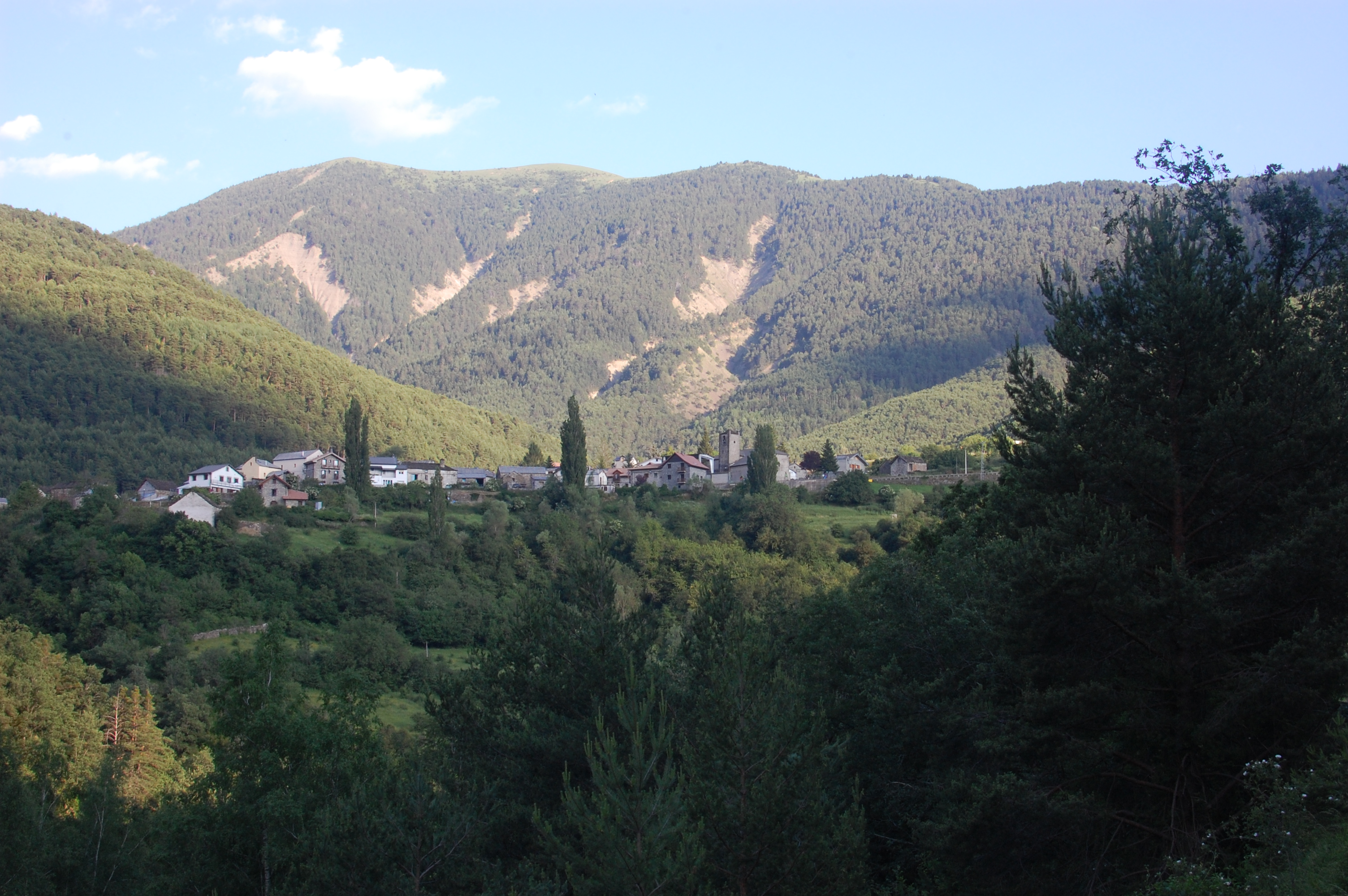
Vista de Yésero

Etapa larga, con desniveles importantes. Desde Broto, el camino se dirige hacia el sudoeste, hasta la localidad de Oto (930 m), y desde aquí hacia el oeste, siguiendo el barranco de Yosa en progresivo ascenso, hasta Yosa (1285 m), a 5 km, despoblado, y fuerte subida hasta el Tozal del Pueyo (1600 m), desde donde enlaza con el PR-HU 119 y el Puerto de Yosa (1927 m), a 9 km de Broto. Desde el puerto, al poco de iniciar la bajada se cruza con el sendero PR-HU 117 (27,2 km), que une Broto y el túnel del Cotefablo, al norte. La bajada lleva hasta Otal (1465 m), despoblado, a 11,8 km, y de nuevo hacia el norte, en subida, hasta el puerto de Otal (1791 m). Carenando hacia el oeste, se pasa a 1969 m de altitud entre el Pico de Yésero (1984 m) y La Erata (2005), y larga bajada, primero por la carena, hasta 1650 m (collada Espierre), y luego en zigzag hacia el norte hasta el barranco de Yésero y Yésero (1132 m), a 19 km por encima del río Sía. Desde Yésero, el camino sigue por pista hacia el oeste bajando por el sur por encima del barranco de Sía hasta cruzar el río (920 m) y llegar a Gavín (974 m), a 24 km desde aquí hay 2 km en descenso por delta aluvial hasta Biescas (860 m), donde se encuentra con el GR-16, el sendero del Serrablo.

#### Etapa 9, Biescas-Acumuer, 15km

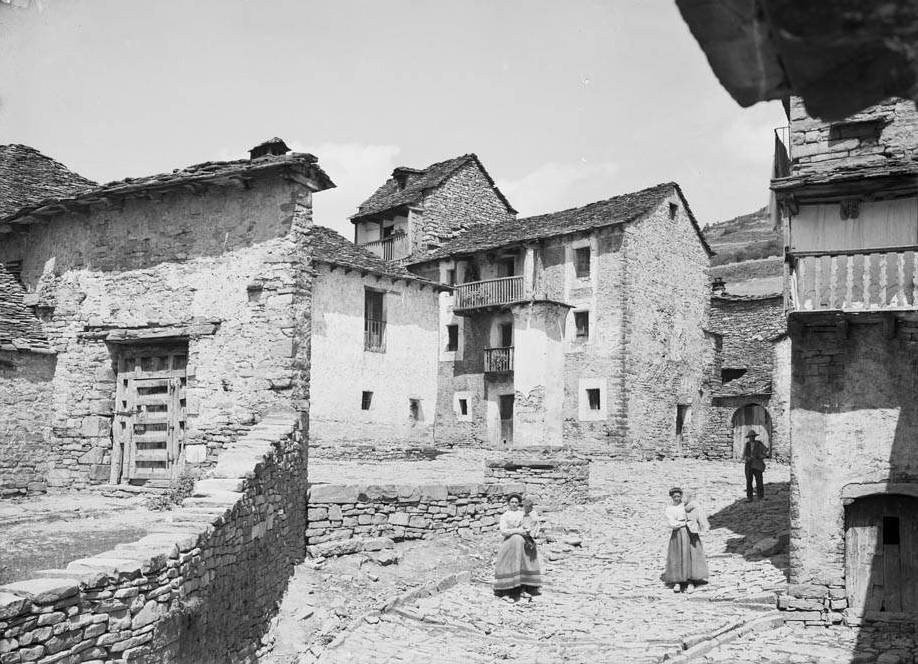
Acumuer en 1910.

Se sale de Biescas (860 m) por el cuartel de la Guardia Civil, cruzando la N-260 para dirigirse hacia el barranco de Arás, al sudoeste, desde donde se sube a Yosa de Sobremonte (1241 m), a 3,8 km, y en línea recta hacia el noroeste hasta Aso de Sobremonte (1262 m), a 2 km del anterior. Se sigue ascendiendo por el barranco de Aso hasta que el valle se cierra, a unos 8,5 km de Biescas. Desde allí, el camino sube hacia el oeste por la ladera, se pasa junto a un refugio de pastores y la fuente de San Juan, a 500 m y se gira hacia el sur ascendiendo hasta la carena, poco antes de la cima de Lucas, de 1766 m, a 10 km. Desde la cresta, de nuevo hacia el norte, doblando por la ladera de Sarrapana en dirección sur hasta otro refugio de pastores y finalmente el pueblo de Acumuer (1191 m), de 11 habitantes, al fondo del valle, por encima del río Aurín.

#### Etapa 10, Acumuer-Castiello de Jaca, 21,2km

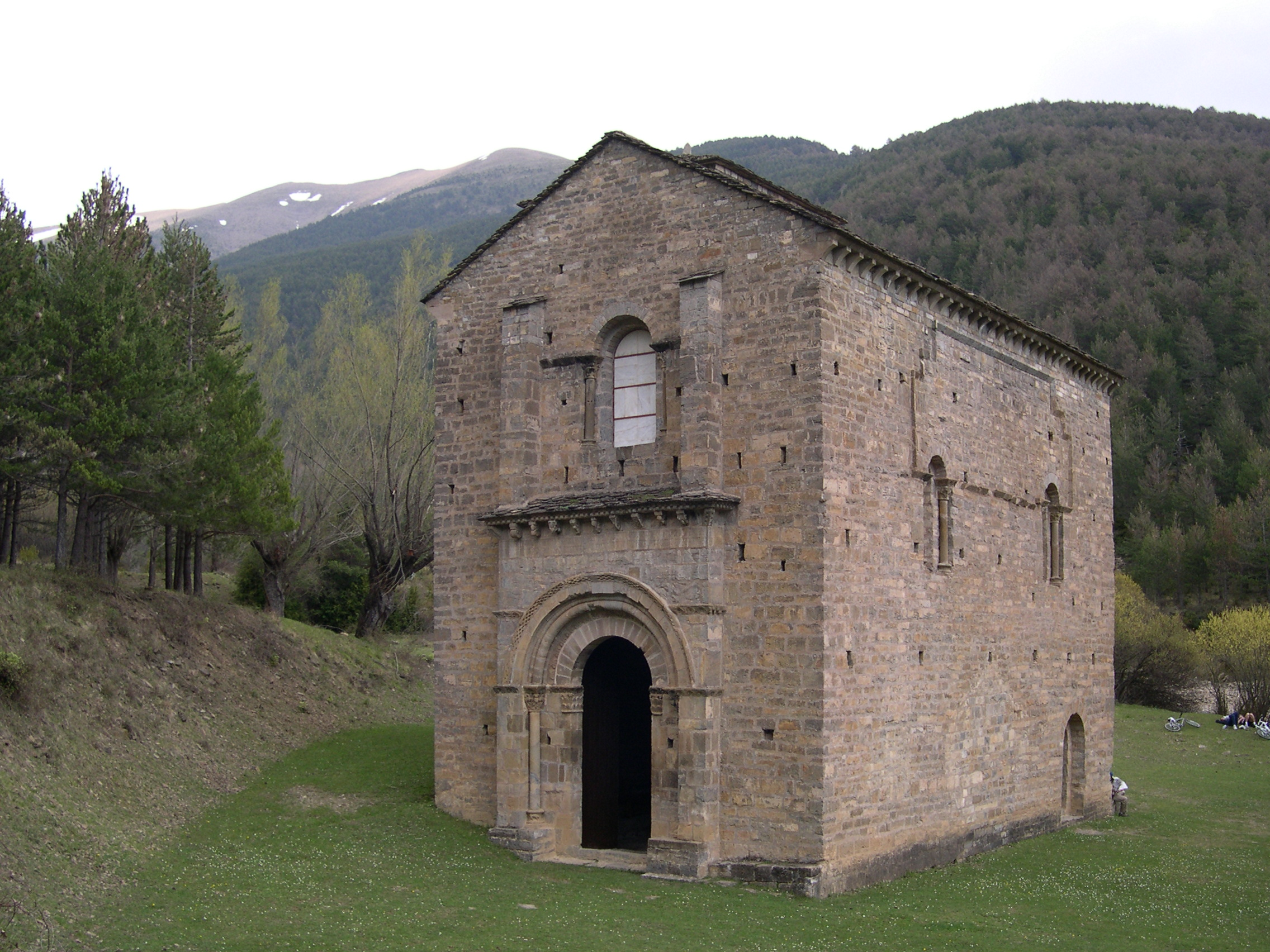
Santa María de Iguácel

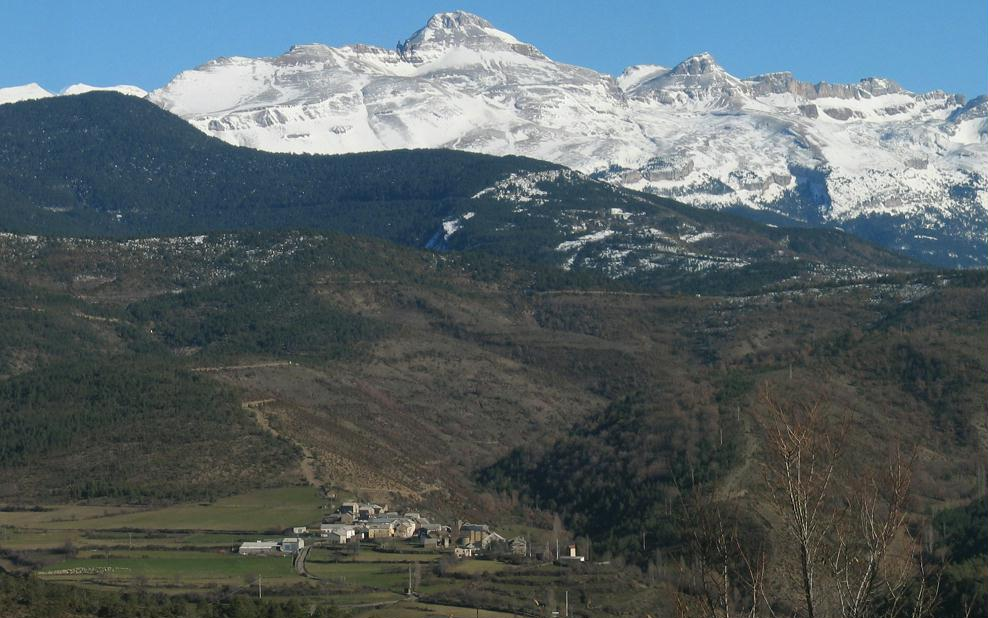
Esposa, a 10 km al oeste de Castiello de Jaca

En el primer km, el camino desciende hasta el río Aurín (1060 m), lo cruza y asciende rápidamente en zigzag por la ladera occidental hasta el collado de El Guane o Collaguane (1350 m), a 3,8 km. Luego desciende hasta el despoblado de Larrosa (1140 m), en la cabecera del río Ijuez, a 6 km de Acumuer, rodea el barranco del Monde, al norte, y sigue por la vereda de Iguacel, en ascenso hasta la ermita de la Virgen de Iguácel (1132 m), del siglo XI, a 9,5 km. Poco después, fuerte ascenso hacia el oeste hasta 1500 m de altitud y largo descenso por pista y por el barranco de San Juan hasta la ermita de San Juan (San Chuan) (941 m), a 16,2 km. En 1 km se llega al valle del río Aragón, que se sigue durante 3 km hacia el sur primero por su orilla izquierda y luego por la derecha hasta Castiello de Jaca, a 921 m.

#### Etapa 11, Castiello de Jaca-Aragüés del Puerto, 19,4km

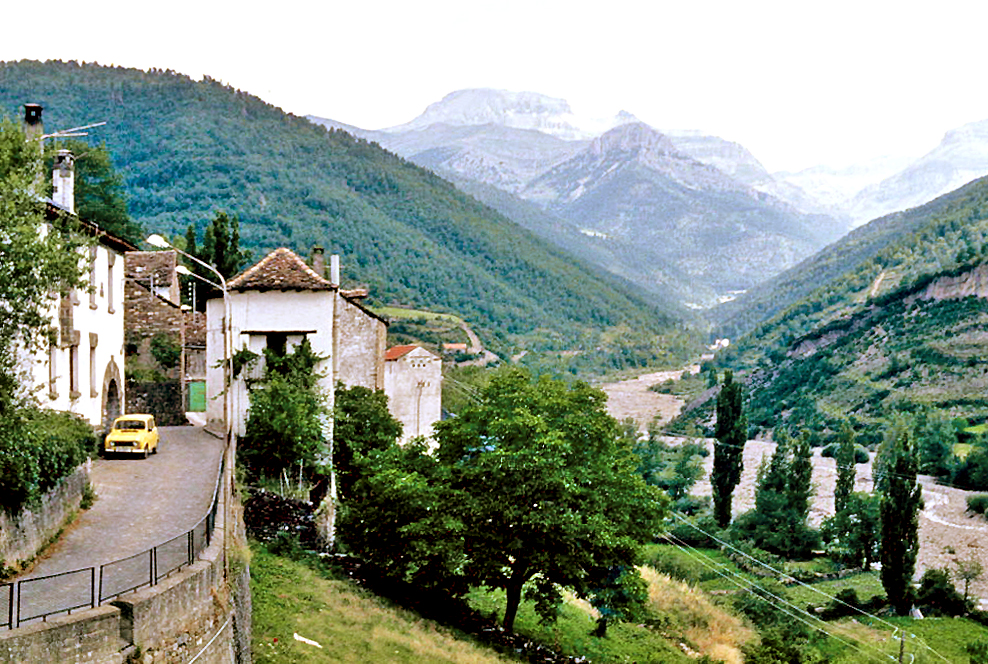
Aragüés del Puerto en 1982

El camino sale hacia el noroeste por el valle y asciende por la ladera occidental hasta el collado de la Sierra (1145 m), a poco más de 4 km. Desde aquí, baja a Borau (975 m), sube hacia el oeste hasta 1190 m y vuelve a bajar hasta el pueblo de Esposa (980 m), a 10 km de Castiello. Desde Esposa se dirige por el valle de Aisa hacia el norte, hasta Aisa (1043 m), en el km 12 de la etapa. Baja hasta el molino de Aisa (1000 m), en el río Estarrún y sube hacia el noroeste hasta el refugio de la Loma de Aisa (1227 m). Desde aquí, el camino va bordeando la carretera en descenso hasta Jasa (944 m), al oeste, a 18 km, en el valle de Aragüés, y 2 km después, hacia el norte se encuentra Aragüés del Puerto (970 m), junto al río Osia.

#### Etapa 12, Aragüés del Puerto-Ansó, 21,3km

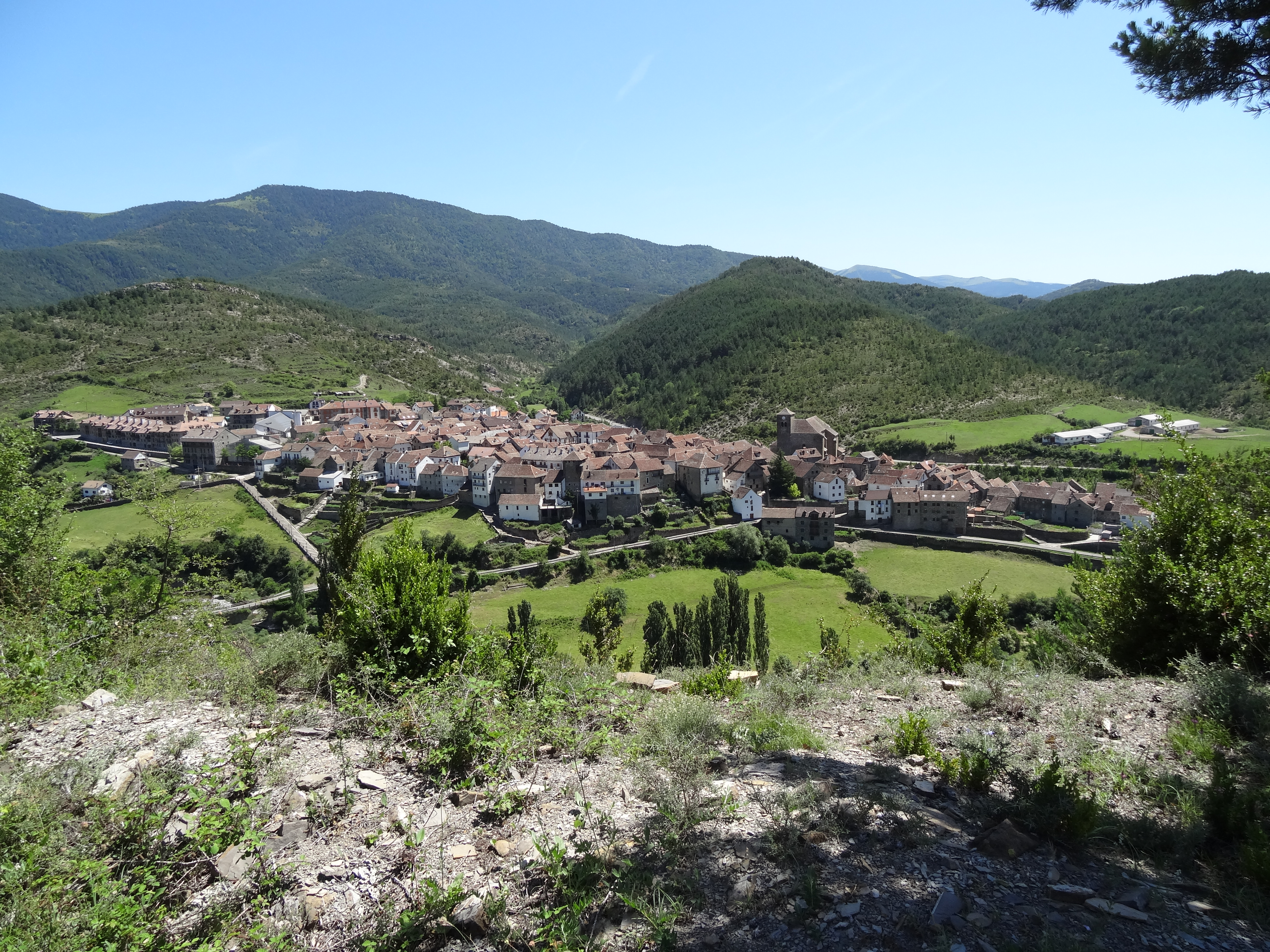
Ansó

Desde Aragüés, el camino inicia un largo ascenso hacia el oeste por senda y luego por pista hasta un collado a 1180 m (Cuello Chiliza), desde donde baja el zigzag por el camino de Aragüés o del Puerto entre bosque hasta la ermita de la Virgen de Catarecha (1000 m), en el barranco de Catarecha. Desde aquí, la pista bordea por el sur la Loma de la Sierra hasta Urdués, donde se unen el barranco de Fayanás y el de Romaciete. La pista sigue por este último, al noroeste, sube hasta 1039 m, sigue por caminos, pasa por la collada San Lorenz a 866 m y llega a Hecho (800 m), a 10 km. Desde Hecho, sigue hacia el noroeste, bordeando el cerro Puyals y el Peñaso por el norte, por el Cuello de Lo Penazo (1117 m), y la collada Fuen de la Cruz (1186 m) a 4 km de Hecho, y desde aquí, se bordean una serie de cabeceras hasta descender a Ansó (860 m), a 10 km de Hecho.

#### Etapa 13, Ansó-Algarieta, 10,8km

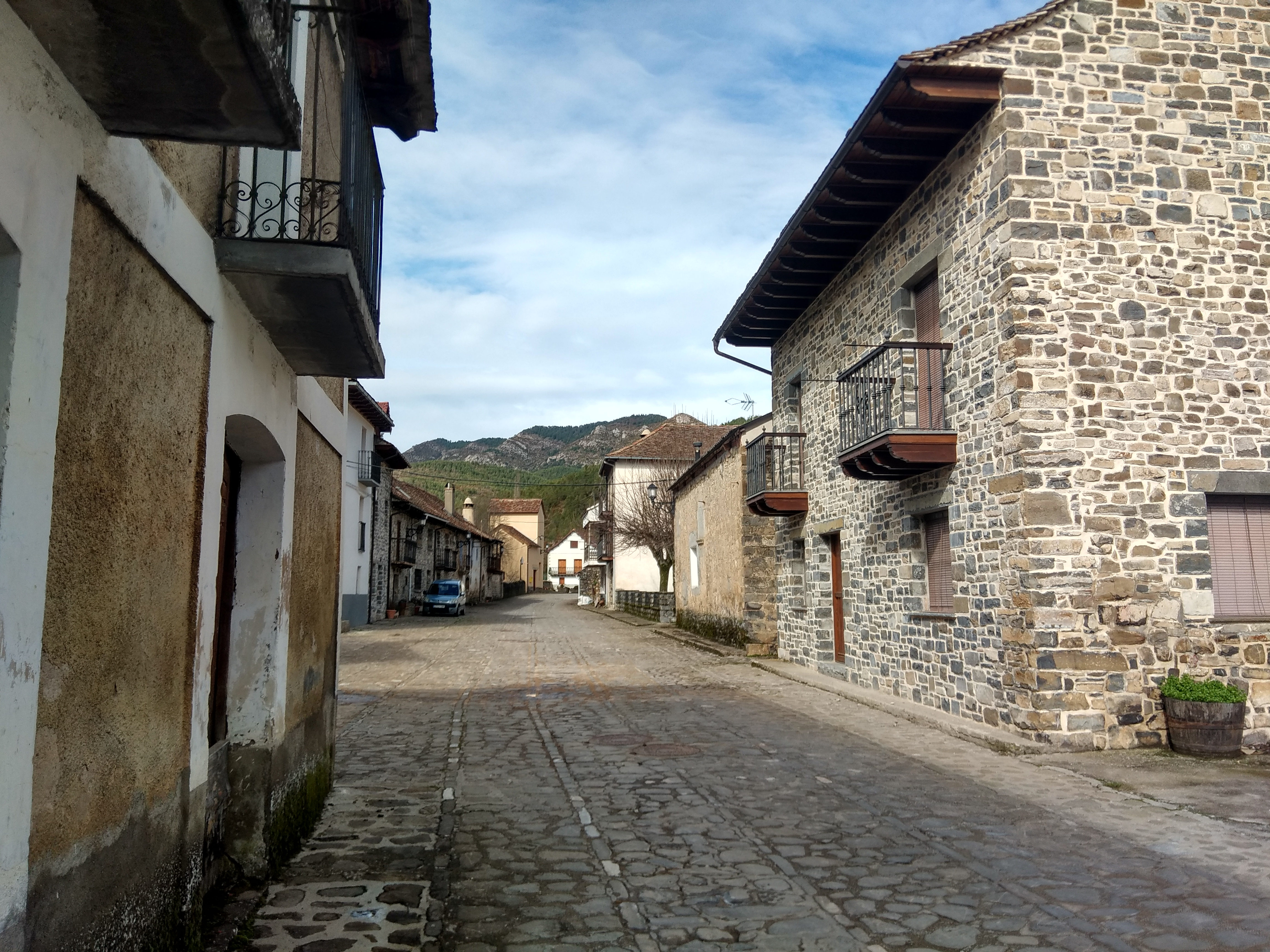
Fago

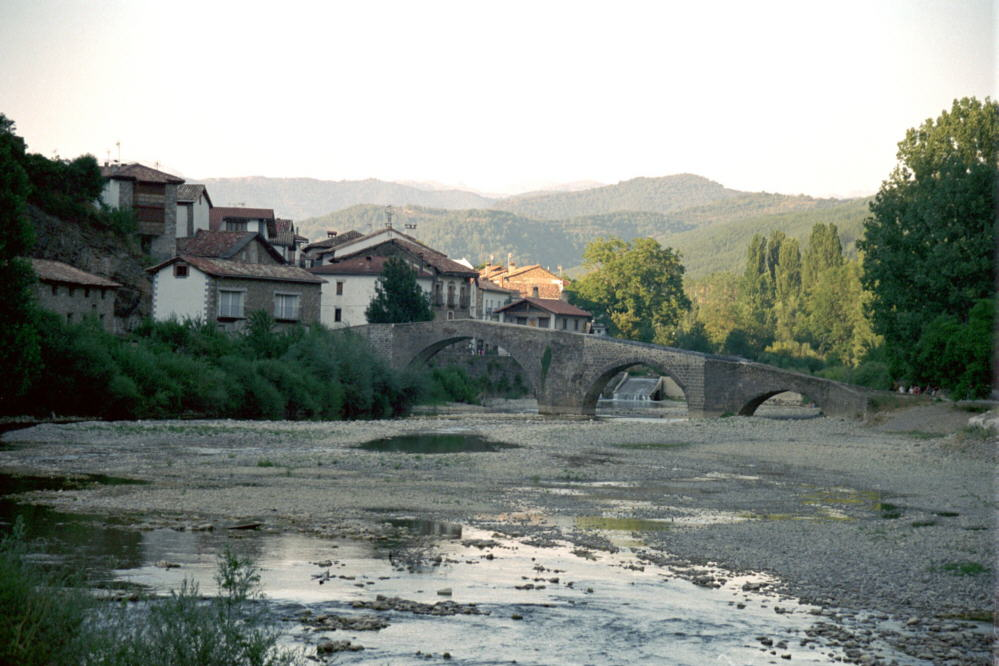
Burgui, en Navarra, donde se puede acabar el GR-15, ya en la región vecina.

En Ansó (860 m), se cruza el puente sobre el río Veral y se encuentra un camino que lleva a Fago por el barranco de Ezpelá primero, hacia el noroeste, y luego hacia el sur por el barranco de Fago. En Fago (888 m), a 6 km de Ansó, el camino se inicia junto a la ermita de San Cristóbal y sube por el barranco de San Juan, entre pinos y quejigos, hasta la borda de Chaume y el pico de Algarieta, de 1264 m, donde acaba el GR-15 a su paso por Huesca. Desde Algarieta se puede seguir carenando hacia el oeste y luego hacia el sur por la sierra de Beldún descendiendo por el Camino Real de Ganados hasta 1000 m en la Plana de Sasi y luego por el Camino de la Virgen de la Peña, que vuelve a la carena de la sierra de Beldún y después de Bordipeña (1159 m) desciende hacia el norte hasta Burgui (631 m), en Navarra. La etapa completa tiene entonces 21,6 km.

## GR-15.1, de Buisán a San Úrbez

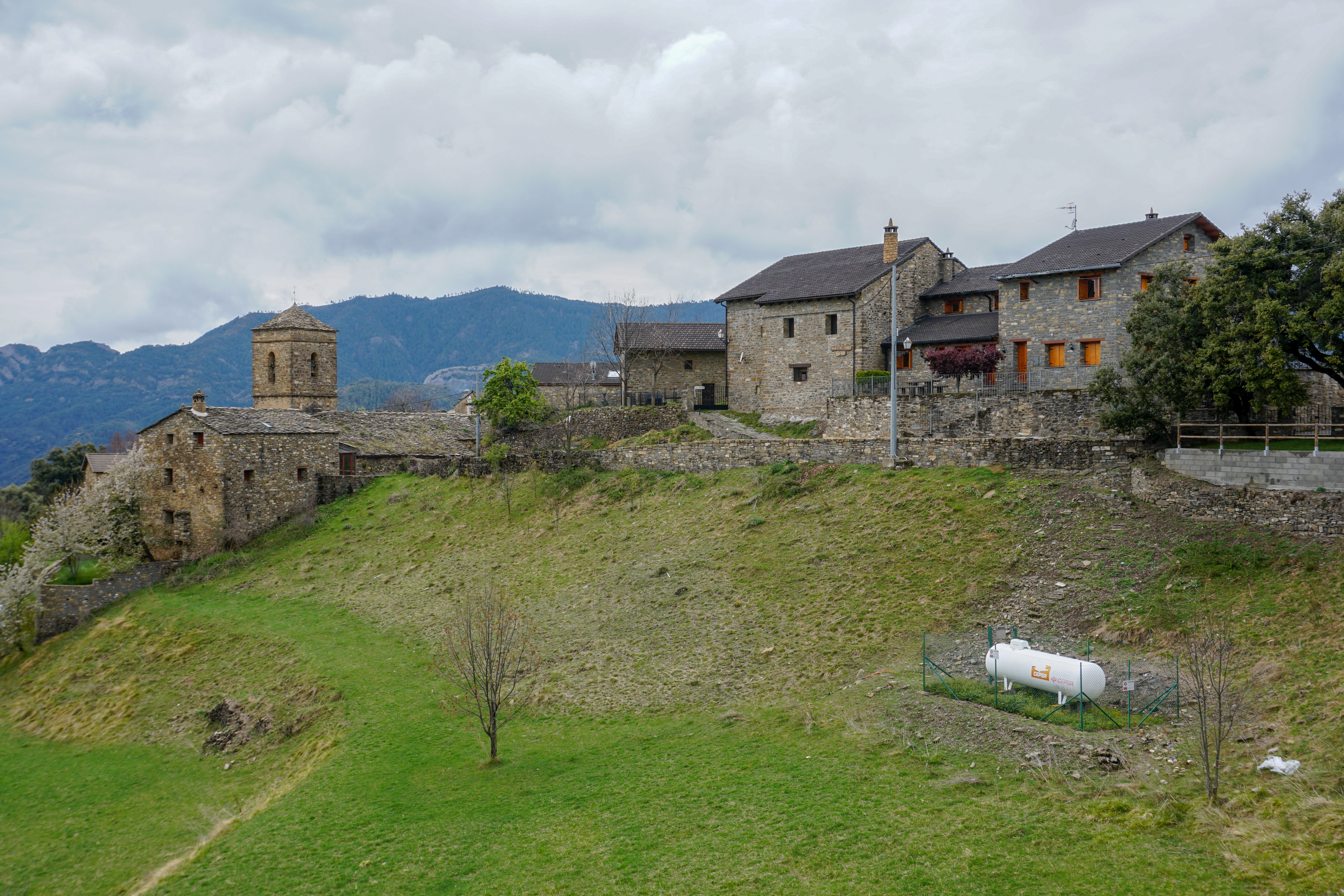
Buerba, en la variante GR-15.1

Desde la localidad de Buisán, a 1280 m de altitud, en el municipio de Fanlo, por donde pasa el GR-15, la variante se desvía hacia el sur, hasta el puerto de Cuello Trito o Collado Trito, a 4 km y 1381 m de altitud. A continuación, bordea a la misma altitud el Tozal deras Forcas (que culmina en Punta Metils, a 1552 m) y la sierra de las Fuebas, por el sur, a 1400 m, y desciende por un sendero que se inicia en el km 6, hasta la localidad de Buerba, a 6,8 km de Cuello Trito (9,8 km de Buisán) y a 1181 m. Solo hay 31 habitantes en este pequeño pueblo, desde el que se gira hacia el norte, se baja al río (1150 m) y se sube hasta Vió, a menos de 1 km, y a 1200 m. El sendero sigue hasta El Cuello a 1254 m y desde aquí baja y bordea por el oeste una parte del cañón de Añisclo, por encima del río Bellos. Cruza la carretera HU 631 entre los km 14 y 13, cruza el río a 900 m y sube hasta la ermita de Úrbez, a 1140 m, en la otra vertiente del valle, a 13,1 km de Buisán. Aquí se retoma el GR-15.

## GR-15.2

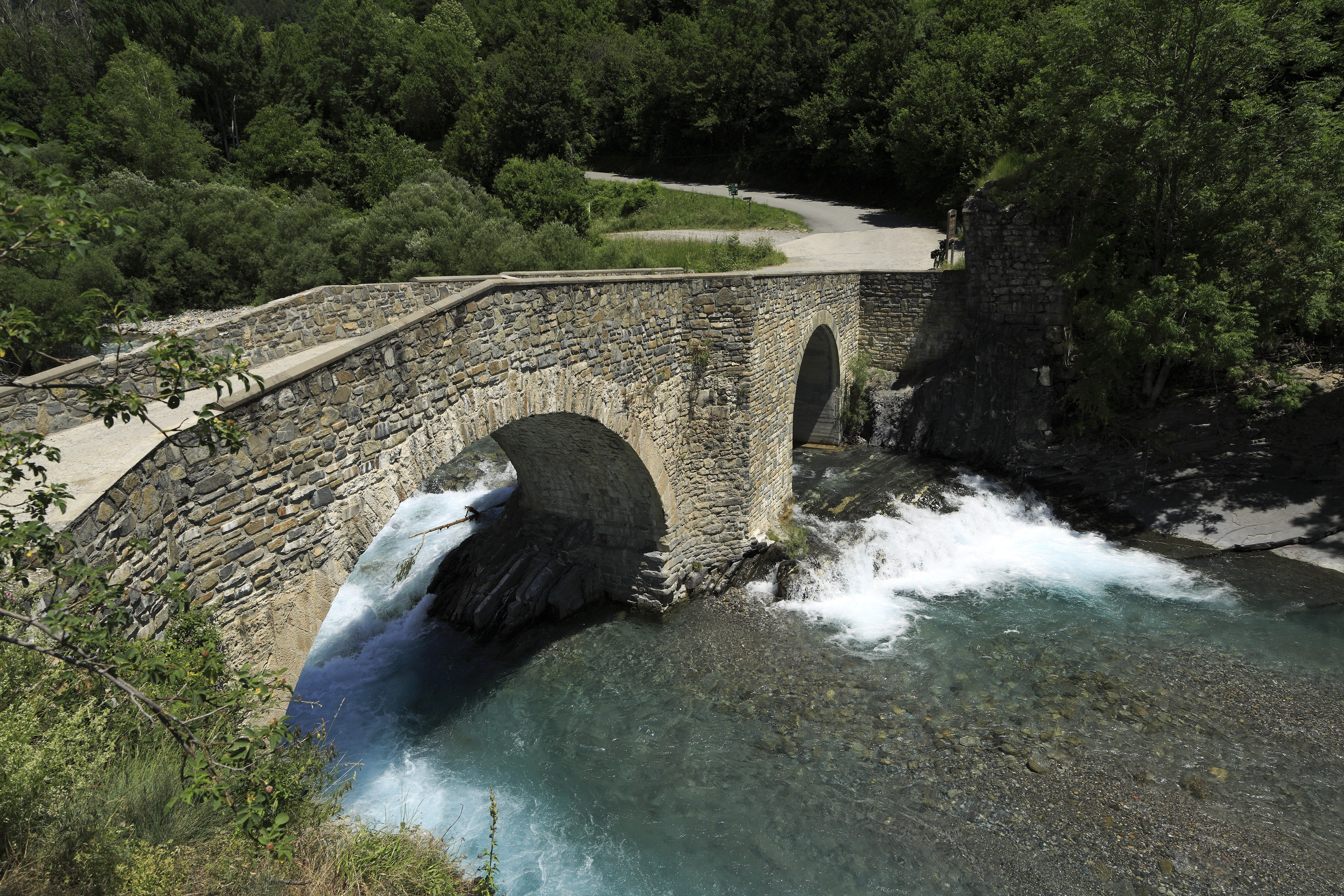
Puente de la Glera, poco después de Torla, en el GR-15.2

Enlace con el GR-11, 6,6 km desde Broto, a 905 m. El camino se dirige hacia el norte junto al río Ara, por la izquierda de la corriente (ribera derecha). A mitad del camino, unos 3,5 km, se asciende ligeramente hasta Torla, a 1032 m. Luego se baja hasta el puente de la Glera, a unos 970 m, y se sigue por la otra orilla del río hasta la confluencia de los ríos Ara y Araya, antes de la cual se enlaza con el GR-11. Un poco más abajo, se halla el puente de los Navarros, a 1058 m.

## Otros GR 15 en Europa
Hay otros senderos en Europa con el mismo nombre:
- GR15, Grande Rota do Guadiana, en Portugal. Ruta de senderismo de 165 km de longitud y 7 etapas, entre Vila Real de Santo António, en el extremo oriental del Algarve, y Mértola, en el Alentejo.[34]
- GR15 AE, Ardennes-Eifel, de 796 km. Recorre el Eifel alemán y las Ardenas de Luxemburgo, Valonia y Francia.[35]